# Niï

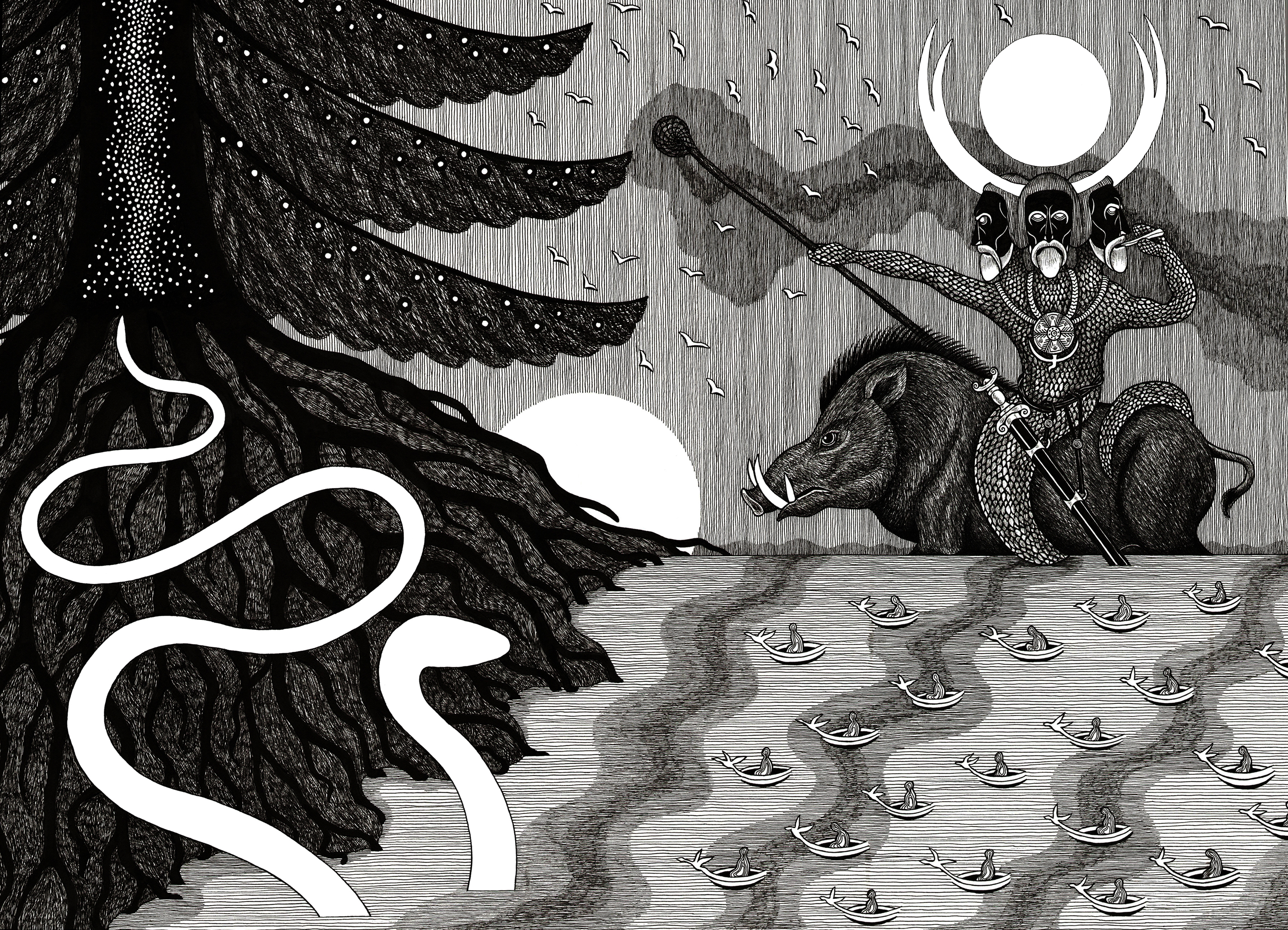
Niï conduisant les âmes aux Enfer.

Niï (russe : Ний) ou Niïan (russe : Ниян) ,Nyja (anglais) est dans la mythologie slave, le dieu du royaume des morts, est représenté comme étant un vieillard fâché avec de longs bras poilus et une couronne en plomb sur la tête. Il est aussi considéré comme le dieu des châtiments punissant les voleurs, les tueurs et les autres criminels. 
Les Slaves n'admettaient pas que les criminels ne soient pas pénalement punis, et croyaient qu'ils le seraient après leur mort. Comme plusieurs autres peuples, ils croyaient que le lieu du châtiment se trouvait sous la terre. Aucun temple ne lui était consacré car il était si terrifiant, et c'était l'un de ceux à qui on faisait des sacrifices humains. Pendant les guerres ou les épidémies, on tirait au sort parmi les criminels en prison, et l'élu était poussé d'une falaise pour apaiser la colère de Niï et protéger les innocents.